# Лозорайтис, Стасис (младший)
Стасис Лозора́йтис (лит. Stasys Lozoraitis; 2 августа 1924, Берлин, Германия — 13 июня 1994, Вашингтон, США) — литовский дипломат и политический деятель. Посол Литвы в США (1991—1993) и Италии (1993—1994).
Сын министра иностранных дел Литвы (1934—1938), дипломата Стасиса Лозорайтиса-старшего, Лозорайтис-младший с юношеских лет помогал ему в организации деятельности Литовской дипломатической службы в изгнании (ЛДС) в Ватикане, в 1983 году перебрался в литовскую дипломатическую миссию в Вашингтоне, а в 1987 году — возглавил ЛДС. После обретения Литвой независимости Лозорайтис был назначен послом страны в США. В конце 1992 года правые и центристские политические силы Литвы инициировали выдвижение Лозорайтиса на пост президента страны. На президентских выборах 1993 года в Литве Лозорайтис противостоял Альгирдасу Бразаускасу и потерпел поражение, получив 38,28 % голосов избирателей. Вскоре после поражения в выборах, в мае 1993 года, Лозорайтис был переведён из Вашингтона в Рим, а ещё спустя год скончался.

## Биография

### Ранние годы
Стасис Лозорайтис родился 2 августа 1924 года в Берлине. Он был первенцем в семье литовского дипломата Стасиса Лозорайтиса (1898—1983) и его супруги Винценты Лозорайтене (урождённой Матулайте; 1896—1987). В 1929 году Лозорайтис-старший получил назначение в Рим, и вся семья переехала в Италию. В том же году в семье родился второй сын Казис (1929—2007). В 1932 году глава семьи был назначен на пост директора Политического департамента МИД Литвы, и Лозорайтисы перебрались в Каунас, где поселились в здании внешнеполитического ведомства по улице Донелайтиса. Стасис поступил в каунасскую гимназию Печкаускайте. Мальчик с детства увлекался музыкой и литературой, участвовал в общелитовском конкурсе на знание французского языка (всего за свою жизнь дипломат овладел пятью иностранными языками). В 1934 году Лозорайтис-старший стал министром иностранных дел Литвы, но уже через четыре года ему вновь было поручено возглавить литовскую дипмиссию в Риме. В столице Италии родители наняли для Стасиса и его младшего брата Казиса молодого педагога, студента юридического факультета Римского университета Эдуардаса Будрейку. Он занимался с братьями литовским языком, математикой и другими предметами. Незадолго до начала Второй мировой войны Будрейка уехал в Литву, и Стасис и Казис начали посещать римскую немецкую гимназию.
После присоединения Литвы к СССР Лозорайтисы были вынуждены перебраться на территорию Ватикана, который, в отличие от итальянских властей, не признал вхождения стран Балтии в состав СССР и не стал передавать здание литовской дипмиссии в распоряжение советских властей. В 1944 году, окончив гимназию, Стасис Лозорайтис-младший поступил на юридический факультет Римского университета. В 1945 году в Айхштете, в лагере для беженцев, куда Лозорайтис прибыл для встречи с соотечественниками, состоялось их знакомство с Валдасом Адамкусом, будущим другом и соратником дипломата, а впоследствии двукратным президентом Литвы. Спустя много лет Адамкус вспоминал:
В один прекрасный день в ворота нашего лагеря, огороженного высоким забором, въехал джип американской армии с развевающимся над капотом флажком Ватикана. Машина остановилась возле строения, где размещалась наша гимназия, из машины вышел недавно назначенный папой духовник литовских беженцев, оказавшихся в Германии, каноник Феликсас Капочюс. Следом за ним из джипа выпрыгнул на редкость элегантно одетый для послевоенных условий совсем ещё молодой мужчина. Девушки ахнули при виде его: стройный, с интеллигентными чертами лица, в тщательно отглаженном, из хорошего материала костюме, с белым шарфом, артистично обмотанным вокруг шеи… С первого взгляда чувствовался духовный аристократизм этого человека. Это оказался прибывший из Рима Стасис Лозорайтис…
Учёбу в университете юноша совмещал с работой не только в литовском представительстве в Ватикане, где начал помогать отцу ещё в 1943 году, но и в редакции литовского эмигрантского издания «Голос Литвы».

### Литовская дипломатическая служба
Закончив учёбу в университете в 1948 году, молодой человек продолжил работать в литовском представительстве в Ватикане в должности секретаря. В 1950 году он принимал участие в юбилейных торжествах, посвящённых папе Пию XII. Впоследствии Лозорайтис вспоминал, что для него это был сложный период, поскольку тогда никто не верил, что Литва однажды снова станет независимым государством. В изгнании литовские дипломаты образовали Литовскую дипломатическую службу (ЛДС). Эта организация претендовала на роль выразителя интересов литовского народа в тех странах, которые отказались признавать легитимность присоединения Литвы к СССР.
В 1958 году, когда Пий XII скончался, и папой римским стал Иоанн XXIII, положение литовской миссии в Ватикане осложнилось. В соответствии с дипломатической традицией послы иностранных государств должны были аккредитованы новым папой, но глава литовского представительства Стасис Гирдвайнис, как лицо без гражданства, не мог представить верительных грамот и потому утратил свой официальный статус. В 1970 году Гирдвайнис скончался, и Стасис Лозорайтис-младший стал его преемником. Официально он занимал должность временного поверенного в делах Литовской миссии при Святом Престоле. Позднее Лозорайтис вспоминал, что в миссии было всего два сотрудника — он и его отец. Они не только брали на себя всю рутинную работу на месте, но и принимали участие в жизни литовской эмиграции. Так, Лозорайтис присутствовал на мероприятиях недели литовских исследований, проходившей в Лондоне, встречался с представителями литовской диаспоры в США. Тогда же он познакомился с итальянкой Даниэле д’Эрколе (1941—2010), которая стала его женой. В браке с Даниэлой Лозорайтис прожил до самой смерти, однако детей у супругов не было.

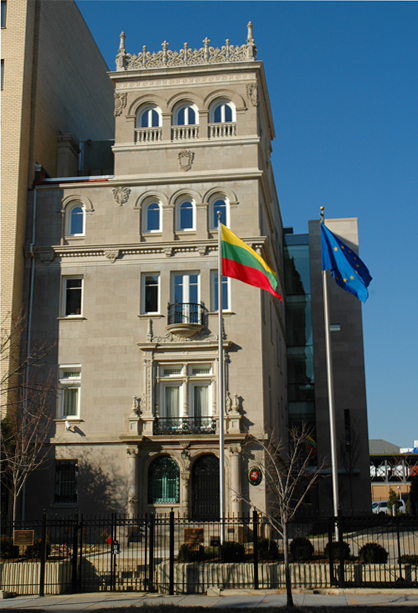
Здание посольства Литвы в Вашингтоне, в котором Лозорайтис жил и работал с 1983 по 1993 год

В 1983 году, незадолго до смерти своего отца, Лозорайтис был назначен советником отделения литовской дипломатической службы в Вашингтоне, где ему предстояло провести последующие десять лет. В 1987 году он возглавил Литовскую дипломатическую службу в изгнании. Ещё в конце 1980-х Лозорайтис наладил контакт с руководством движения «Саюдис», которое возглавило процесс выхода Литовской ССР из состава СССР, и стал представлять интересы «Саюдиса» перед властями США. В своих мемуарах Валдас Адамкус, уже тогда хорошо знавший Лозорайтиса, писал, что в 1990 году, после февральских выборов в возрождающийся литовский Сейм, главе Литовской дипломатической службы неоднократно звонили из Вильнюса Витаутас Ландсбергис и другие лидеры «Саюдиса» и советовались по поводу провозглашения независимости Литвы. Руководство «Саюдиса» хотело знать, какова будет реакция США на подобный шаг, и Лозорайтис всячески содействовал соотечественникам: он неофициально беседовал с высокопоставленными чиновниками из Госдепартамента США, консультировался с политиками из Вашингтона. Продолжал он выполнять функции связующего звена и после того, как 11 марта 1990 года Литва объявила о своей независимости. В январе 1991 года, во время событий в Вильнюсе, Ландсбергис, опасавшийся, что в стране может быть восстановлена советская власть, призвал Лозорайтиса быть готовым возглавить правительство Литвы в изгнании. Уже в следующем году Лозорайтис был официально назначен послом Литовской республики в США. Он лично приложил много усилий к тому, чтобы литовско-американские отношения развивались динамичнее. В целях экономии средств из государственного бюджета Литвы Лозорайтис практически не пользовался такси, предпочитая преодолевать расстояние от литовского посольства до здания Госдепартамента США пешком, а его супруга самостоятельно делала уборку в помещениях посольства.
Зимой 1992 года Лозорайтис впервые после долгого перерыва посетил Литву. Университет Витовта Великого в Каунасе присвоил ему звание почётного профессора. Ещё тогда представители новой политической элиты предложили ему выдвинуть свою кандидатуру на пост президента страны. Находясь в Литве, дипломат сделал резонансное заявление по поводу возможности вхождения Калининградской области в состав литовского государства. «Однажды, может быть, не завтра или послезавтра, [Калининград] может стать частью Литвы, оказаться в литовских руках» — заявил Лозорайтис в интервью для газеты Lietuvos aidas. Своё высказывание он обосновал историческими связями региона с Литвой, а также угрозой германо-российского сближения. На вопрос газеты «Известия», отражают ли слова Лозорайтиса официальную позицию Вильнюса, временный поверенный в делах Литвы в Москве заявил, что никаких территориальных притязаний на Калининградскую область Литва не имеет.
После того, как левые одержали убедительную победу на выборах в Сейм, лидер движения «Саюдис» Витаутас Ландсбергис принял решение не баллотироваться на пост президента. «Саюдис» поддержал кандидатуру Лозорайтиса.

### Кандидат в президенты
На президентских выборах 1993 года Лозорайтису противостоял единственный соперник — бывший первый секретарь ЦК КП Литвы Альгирдас Бразаускас. Почти все партии Литвы, кроме поддерживавшей Бразаускаса ДПТЛ, высказались в пользу кандидатуры Лозорайтиса. Всего дипломата поддержали более десяти политических организаций и движений, причём не только правого и правоцентристского толка. Активно агитировать за Лозорайтиса стала даже левоцентристская социал-демократическая партия, чем смутила многих своих сторонников. Во время кампании дипломат всячески пытался подчеркнуть свою независимость и отмежеваться от связи с Ландсбергисом, поскольку имидж ставленника правых негативно сказывался на его репутации. Смущало литовцев, особенно в сельской местности, и то, что бо́льшую часть жизни претендент на пост главы государства прожил за границей. Избирательную кампанию Лозорайтиса по его просьбе возглавил Валдас Адамкус. Последний признавался, что с самого начала понимал — у его друга почти нет шансов одержать верх над популярным в стране Бразаускасом.
Одной из главных претензий к Лозорайтису было отсутствие чёткой программы действий на посту президента в случае избрания. В экономике дипломат позиционировал себя как сторонника западной модели развития экономики Литвы, высказывался в поддержку фермеризации деревни, проведения не регулируемой государством приватизации, либерализации цен, обещал начать переход к конвертируемой валюте и поощрять частный, особенно малый бизнес. Во внутренней политике он выступал в первую очередь за реализацию идеи национального примирения и политического единства. Ни одной конкретной меры по выходу из экономического тупика в предвыборной программе Лозорайтиса не содержалось. В своих выступлениях дипломат также ограничивался абстрактными и декларативными высказываниями. К России, по заявлению Лозорайтиса, Литве следовало относиться «настороженно-нейтрально». Явным промахом Лозорайтиса стало заявление о возможности присоединения к Литве территории Калининградской области, что Бразаускас назвал бессмысленной провокацией в отношении России. Как позднее вспоминал Витаутас Ландсбергис, тогда он рассчитывал, что политические противники «не успеют столько наврать» о Лозорайтисе, но потом понял, что ошибался: по словам Ландсбергиса, издания левого толка обвиняли Лозорайтиса в том, что в эмиграции он «промотал золото Литвы», называли «чужаком» и «выскочкой» и даже пытались разыграть антисемитскую карту, заявляя о том, что на самом деле дипломат и его жена-итальянка — евреи.
В период избирательной кампании Лозорайтис совершал больше поездок по Литве, чем его соперник: дипломат был плохо известен литовцам. Они с главой избирательного штаба Адамкусом сразу договорились, что поделят пополам избирательные округа и постараются объездить как можно больше населённых пунктов. Каждый день Лозорайтис проводил по три-четыре встречи с потенциальными избирателями, зачастую эти встречи проходили в зданиях заводов и плохо отапливаемых помещениях. Население страны проявляло к конкуренту Бразаускаса большой интерес. Одни сторонники видели в этом человеке, отличающемся европейскими манерами и стилем жизни, воплощение «Литвы, которую мы потеряли», продолжателя традиций Первой республики, другие — спасителя нации, способного объединить литовское общество. Сам Лозорайтис не слишком беспокоился о собственном имидже, хотя кто-то из окружения советовал ему сделать фотографию для агитационной продукции без очков и свитера с высокой горловиной. Чтобы подчеркнуть свой нейтралитет в местной политике, нежелание примыкать к какой-либо политической силе и нацеленность на достижение национального согласия, 10 февраля 1993 года, за несколько дней до выборов, Лозорайтис обнародовал «Акт национального согласия». В нём он предложил Бразаускасу занять пост премьер-министра, возглавив коалиционное правительство, и договориться о «принципах программы вывода Литвы из экономического хаоса». Бразаускас ответил отказом, заявив, что глава государства может занять свой пост только по воле граждан Литвы, но не по договору двух политических деятелей.
Результат выборов оказался неутешительным для Лозорайтиса. Из 1 984 997 голосов, признанных действительными, в его пользу было отдано лишь 772 922, что составило 38,9 % от общего числа против 61,1 % у Бразаускаса (с учётом недействительных бюллетеней — 38,28 % против 62,03 %). «Около 40 процентов отданных за него голосов — это больше, нежели то, на что мы могли надеяться, — вспоминал Валдас Адамкус. — Главной цели мы достигли — предвыборная борьба проходила культурно, и людям была предложена возможность свободно выбирать между двумя кандидатами, между двумя программами». 16 февраля на Кафедральной площади Вильнюса состоялся многочисленный митинг сторонников Лозорайтиса. Собравшиеся выступали под лозунгами: «Заново начнём борьбу за полную свободу», «Над Литвой снова сгущается чёрная туча». Лозорайтис, комментируя своё поражение, посетовал, что в Литве сохранились страшные отсталость, изоляция и запуганность, а также высказал уверенность, что Бразаускас не будет проводить никаких существенных реформ.

### Смерть
Вскоре после выборов, в мае 1993 года, Лозорайтис был назначен послом Литвы в Италии. Многие усмотрели в этом «понижении» политическую месть со стороны Бразаускаса, однако сам президент заявил — причиной кадровой перестановки стало то, что дипломат не «поддерживал надлежащий контакт» с министерством иностранных дел страны. Ландсбергис охарактеризовал перевод Лозорайтиса в Рим как огромный удар по имиджу Литвы. Не одобрили замену посла Литвы и власти США. Повилас Гилис, возглавлявший МИД в тот период, позднее утверждал, что договорённость о назначении Лозорайтиса послом в Италии была достигнута ещё в 1992 году, до того, как ДТПЛ пришла к власти, а министром иностранных дел был Альгирдас Саударгас, и тогда этот вопрос обсуждался как с итальянцами, так и с самим Лозорайтисом. Гилис отмечал, что Комитет Верховного Совета по иностранным делам был против отъезда дипломата из Вашингтона и даже не стал рассматривать этот вариант, но 18 ноября 1992 года МИД Литвы запросил у итальянских властей дать согласие принять Лозорайтиса в качестве посла, на что те ответили согласием и 21 января 1993 года передали литовской стороне агреман.
13 июня 1994 года, всего через восемь месяцев после вступления в должность посла в Италии, Лозорайтис скончался в Вашингтоне, в больнице Джорджтаунского университета, во время частного визита в США. Причиной смерти дипломата стала печёночная недостаточность. Сначала Лозорайтиса похоронили в Патнаме, штат Коннектикут, однако 15 июня 1999 года останки представителя дипломатической династии перезахоронили в Каунасе, на Пятрашюнском кладбище. На церемонии перезахоронения присутствовали президент Валдас Адамкус, премьер-министр Роландас Паксас, спикер сейма Витаутас Ландсбергис, брат и жена покойного, а также тысячи жителей Каунаса. Ходили слухи, что Лозорайтиса отравили, но друг покойного Валдас Адамкус в своих воспоминаниях назвал подобные разговоры «ерундой», не имеющей под собой никаких оснований.

## Память

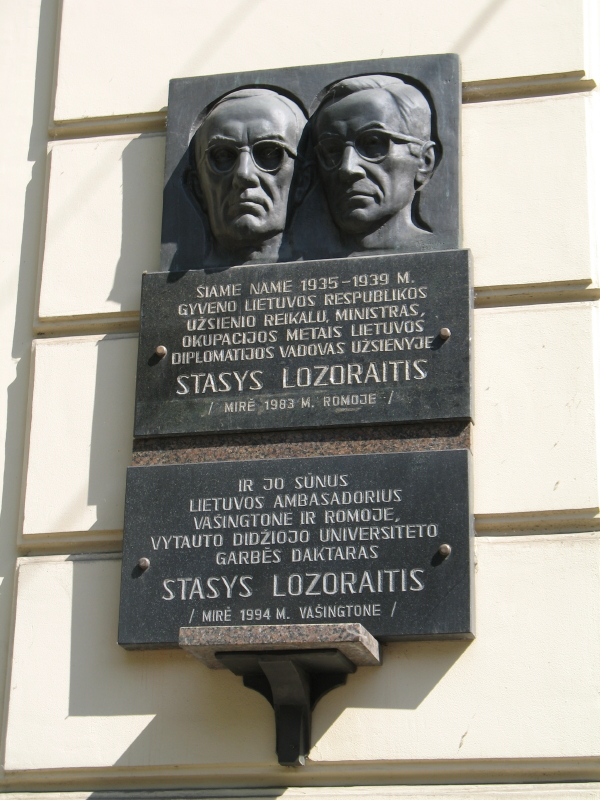
Мемориальная доска с барельефом Стасиса Лозорайтиса и его отца на стене дома в Каунасе

- 16 февраля 1995 года на стене дома, в котором семья Лозорайтисов жила в 1935—1939 годах, была установлена мемориальная доска с барельефом покойных отца и сына Лозорайтисов (скульптор Владас Жуклис, архитектор Йонас Лукше)[21].
- В 1996 году литовский композитор Освальдас Балакаускас написал «Реквием памяти Стасиса Лозорайтиса», посвящённый дипломату[1].
- В 1996 году Витаутас Ландсбергис-младший снял короткометражный фильм «Президент надежды», в котором сделал упор на предвыборную кампанию Лозорайтиса[1].
- В 1998 году в Литве была выпущена почтовая марка номиналом 0,90 лит, посвящённая Стасису Лозорайтису-младшему и его отцу, в серии «Знаменитые люди»[21].
- В 1999 году Лозорайтису был посмертно присвоен Большой крест ордена Креста Витиса[21].
- 13 марта 2008 года вдова Стасиса Лозорайтиса-младшего передала в Литовский центральный государственный архив[лит.] материалы, собранные её супругом — всего 174 ящиков с различными документами с 1919 года до новейших времён. Полученный архив госсекретарь МИД Литвы, присутствовавший на церемонии передачи, назвал «одним из самых обширных и важных архивов, собранных литовскими эмигрантами в советское время»[22].